# Seggiovia

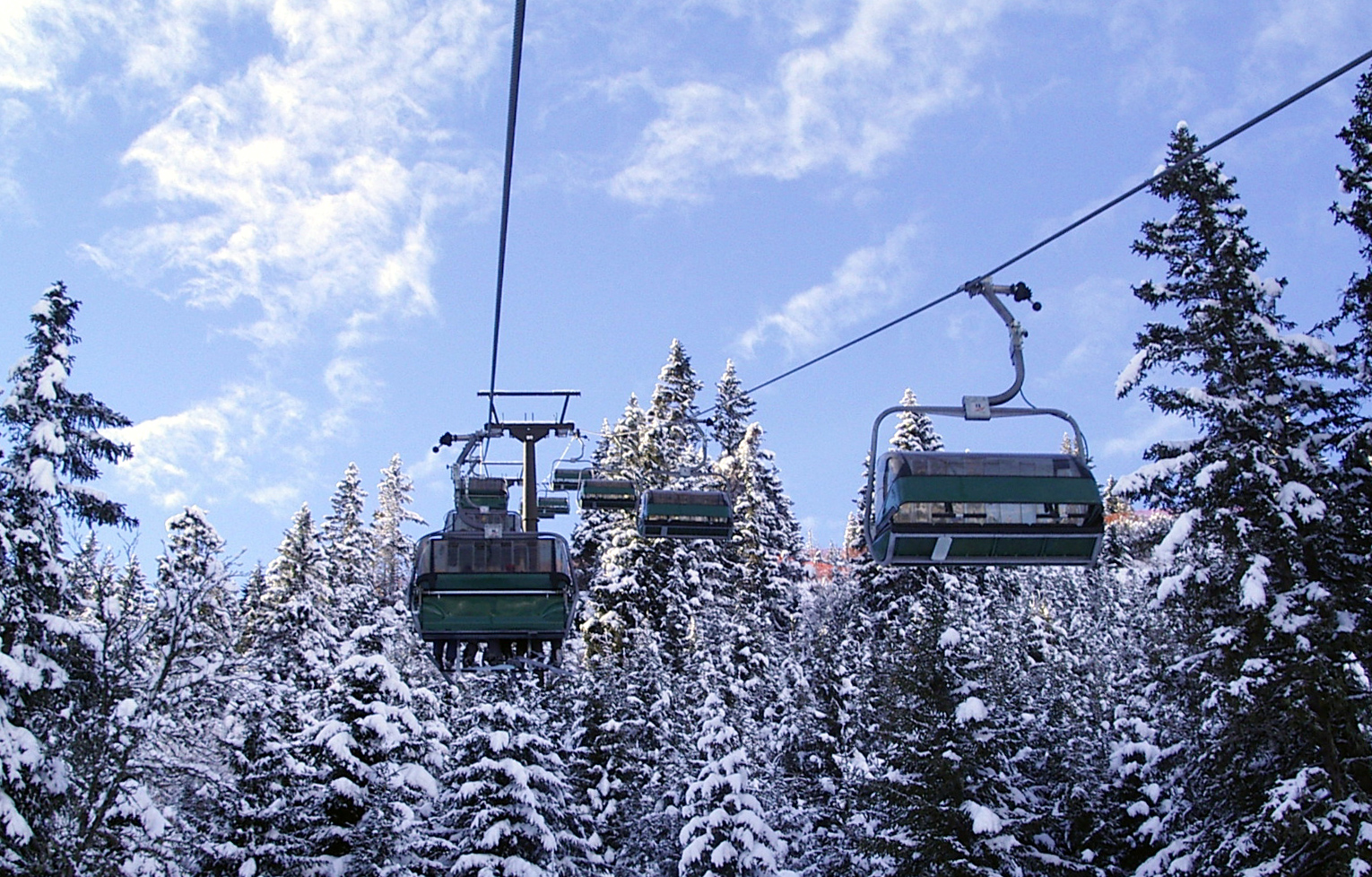
Una seggiovia a Bad Hofgastein

La seggiovia è un particolare tipo di impianto di risalita, molto simile ad una teleferica, adibito al trasporto di persone in zone di difficile accesso e con grandi dislivelli altimetrici. Offre una portata oraria superiore ed una maggiore comodità rispetto alle sciovie. Nelle stazioni sciistiche tipicamente una seggiovia serve una o più piste da sci.

## Descrizione

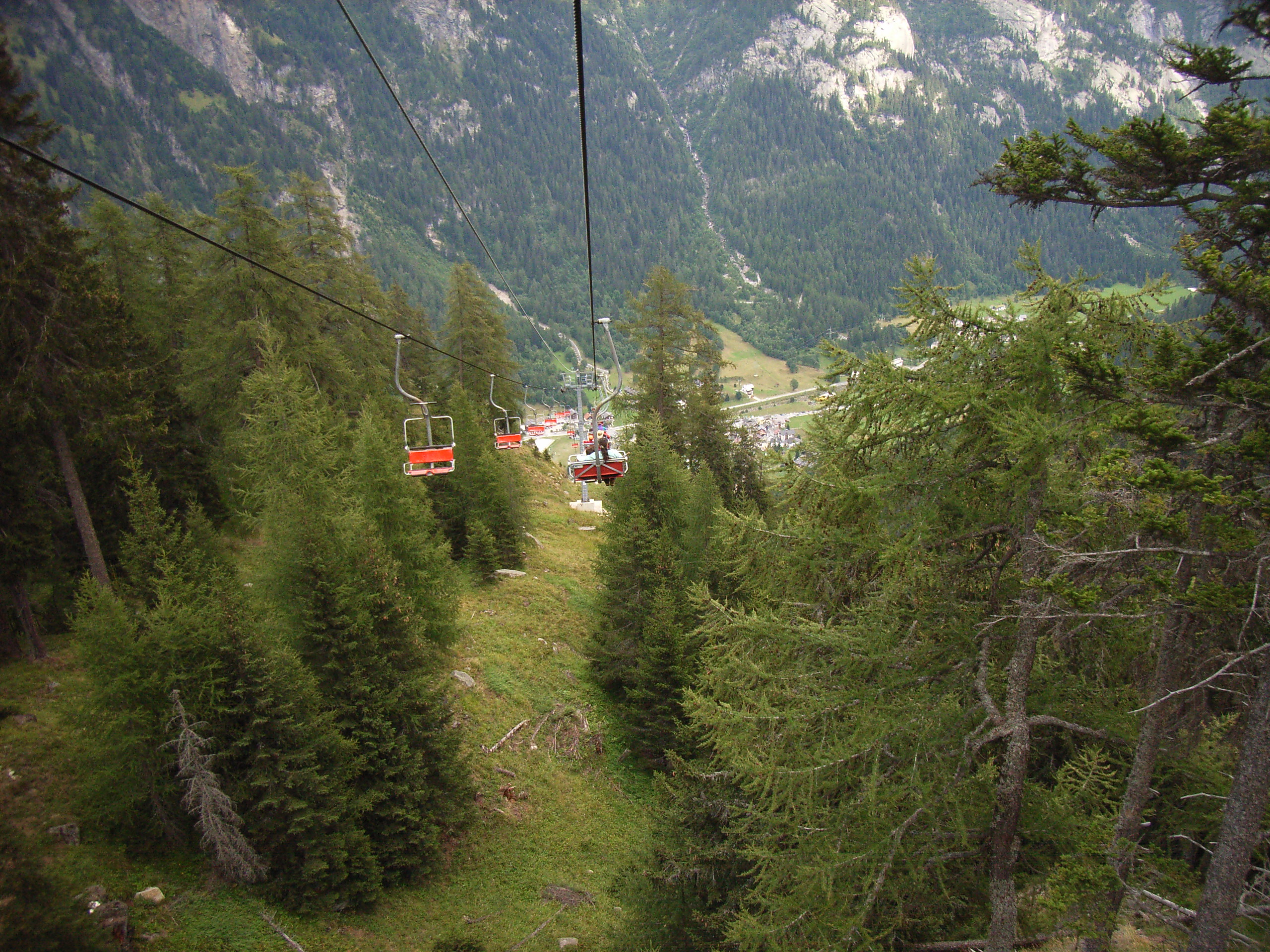
La seggiovia "Sagersboden", a Formazza

### Stazioni terminali

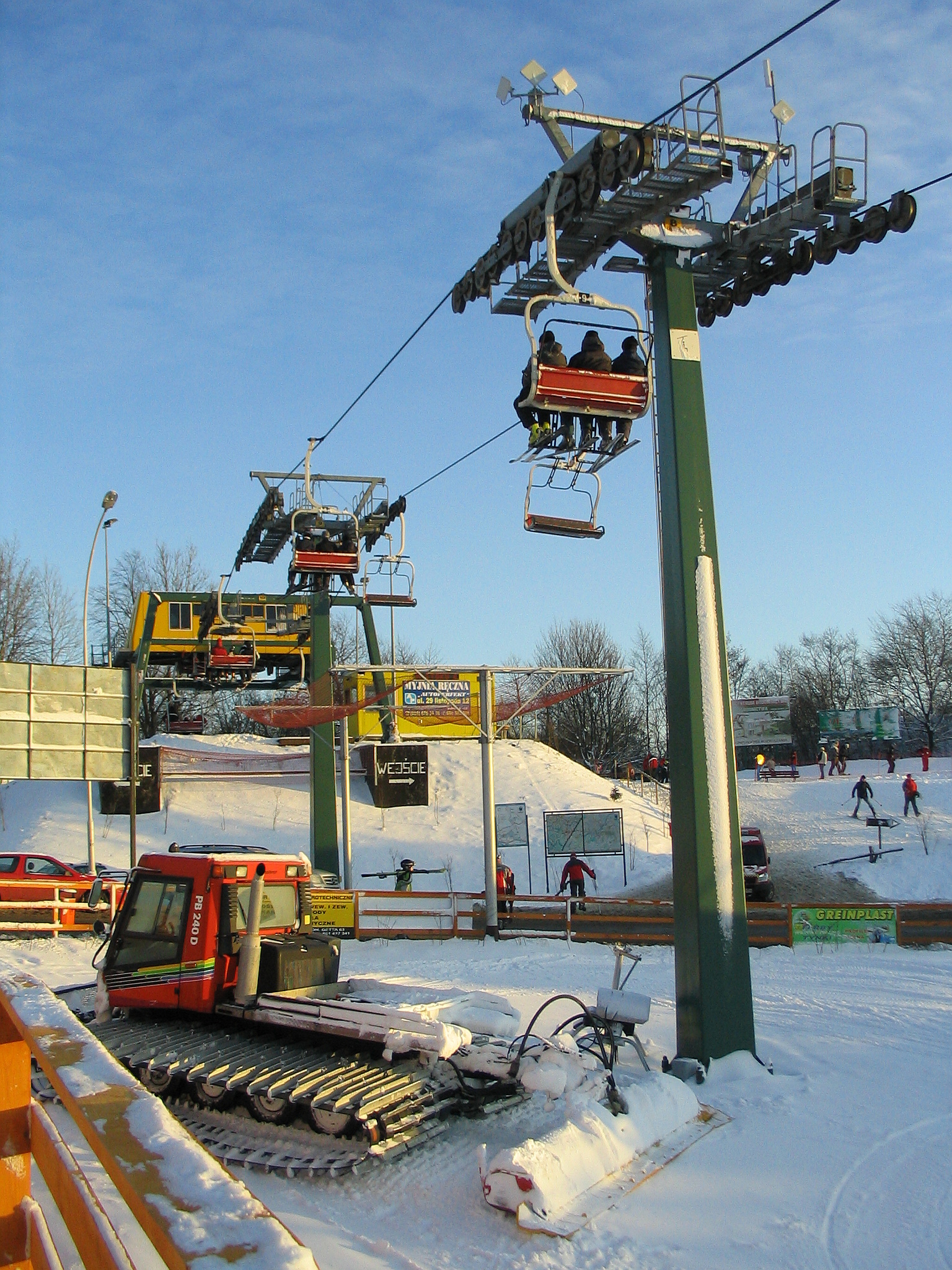
Seggiovia a Przemyśl

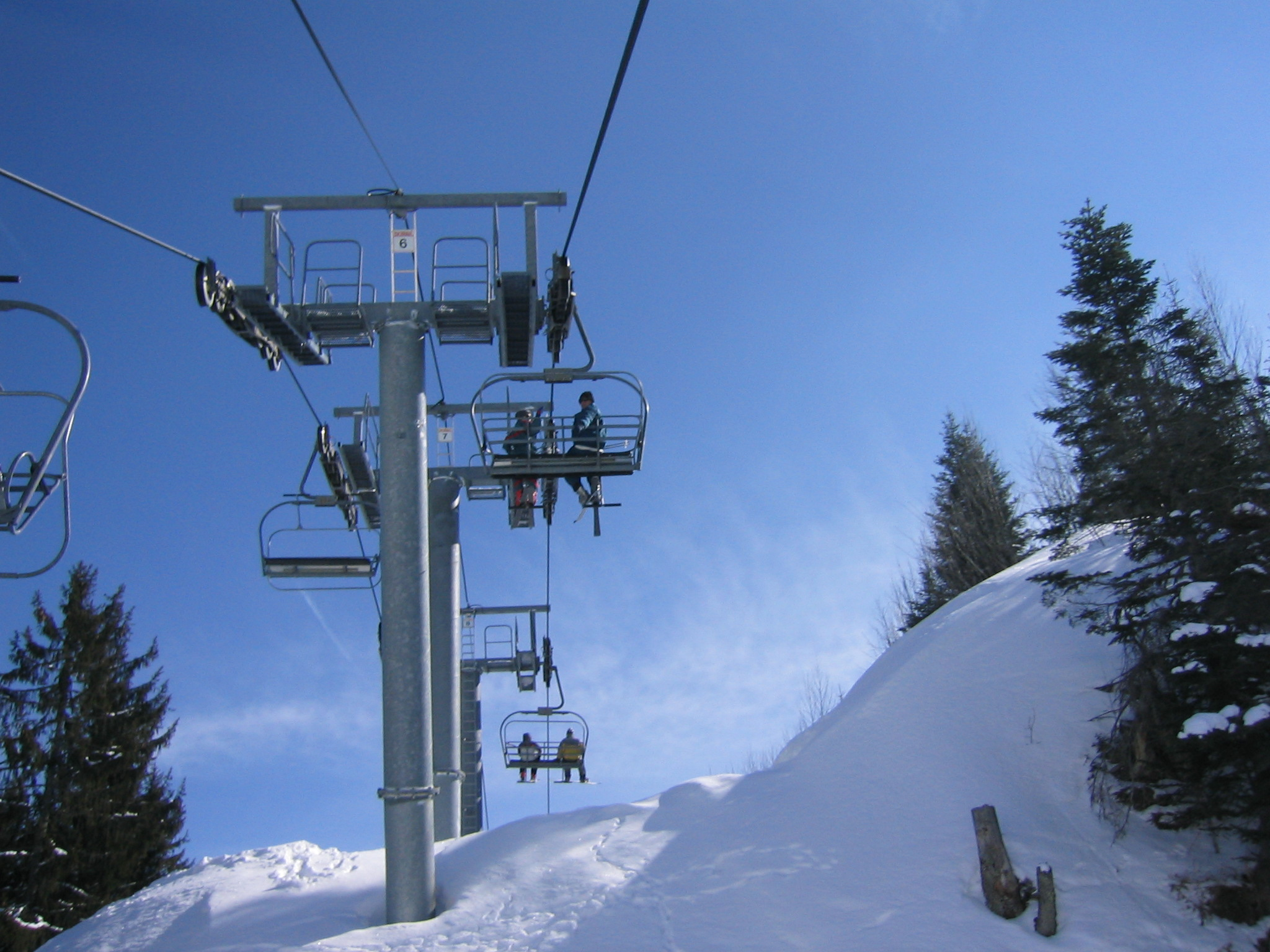
Seggiovia in Alta Savoia

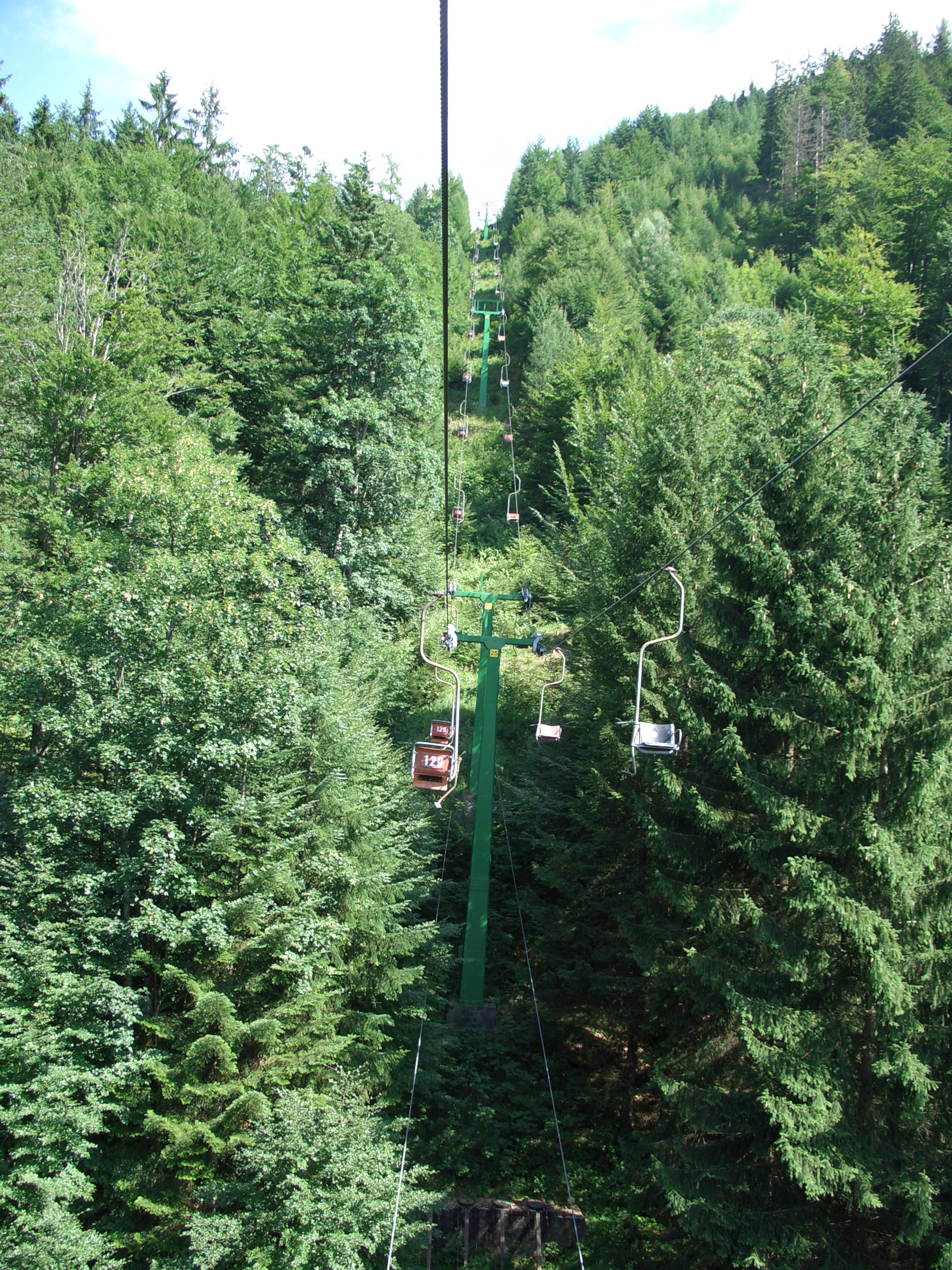
Seggiovia a Kufstein

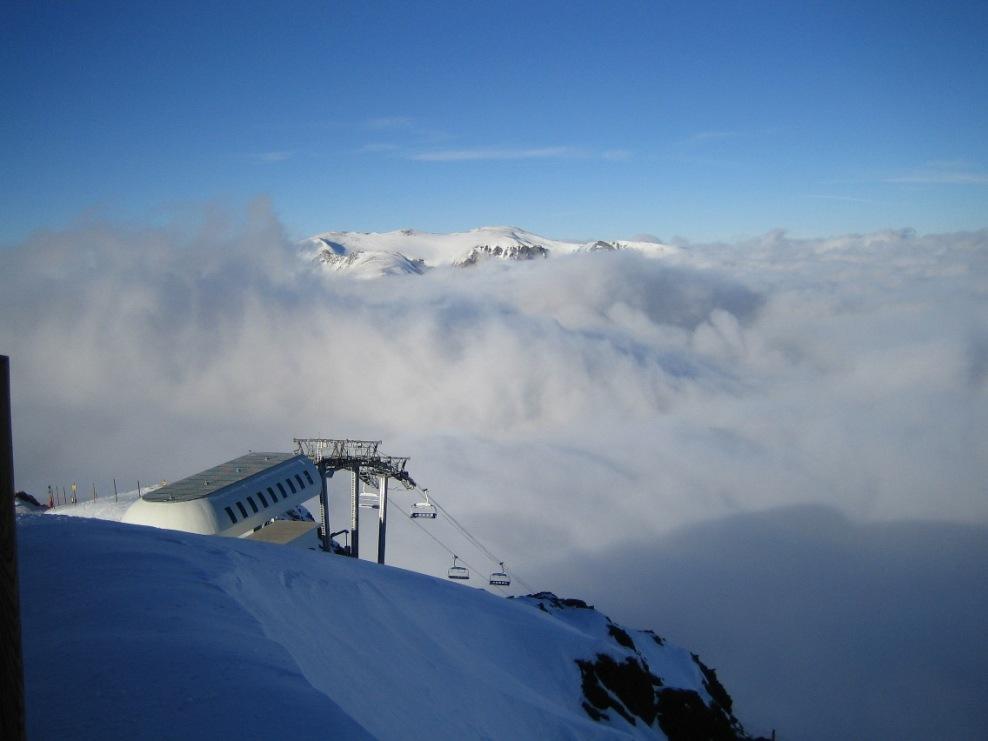
Seggiovia a Pas de la Casa

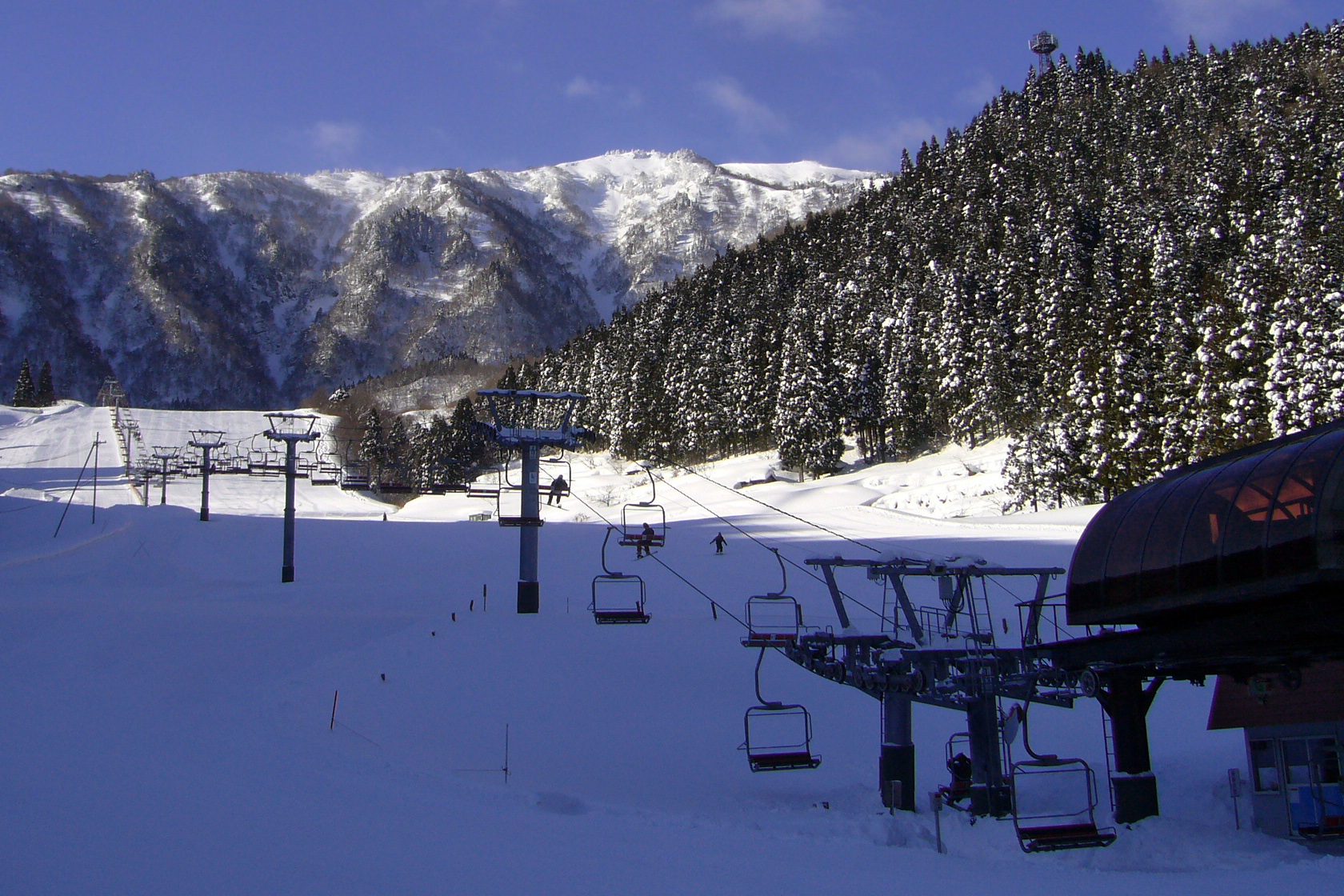
Seggiovia a Hyabu

Una seggiovia impiega una fune portante-traente chiusa ad anello (mediante impalmatura) fra le stazioni terminali:
- stazione motrice, dove l'impianto è movimentato da un motore elettrico principale, abbinato ad un riduttore di velocità alla cui uscita (albero lento) è collegata la puleggia motrice; presso la stessa stazione sono collocati i freni e il motore di recupero/riserva (solitamente di tipo termico) che consente di riportare i passeggeri in stazione in caso di guasto al motore elettrico principale;
- stazione di rinvio, dove è montata una puleggia folle, libera di ruotare sul suo supporto.

La fune è mantenuta a tensione costante con un dispositivo di tensione collocato presso una delle due stazioni terminali, costituito essenzialmente da un carrello che scorre in orizzontale, cui è solidale la puleggia di rinvio oppure la puleggia motrice e tutto l'argano, collegato tramite una fune opportunamente deviata da pulegge ad un blocco di cemento armato (contrappeso) che scorre in verticale, oppure ad un sistema costituito da un pistone idraulico alimentato da un circuito in cui scorre olio in pressione in apposite tubazioni.
La configurazione di stazioni più vantaggiosa per l'esercizio dell'impianto è:
- stazione di rinvio, a valle, con dispositivo di tensionamento e stazione motrice a monte (così il carico viene "tirato").

Spesso si può trovare anche la stazione motrice a valle e la stazione di rinvio - tensionamento a monte, oppure la stazione motrice-tenditrice a valle e stazione di rinvio-fissa a monte. Configurazione molto più rara, ma comunque esistente, è la stazione motrice - tenditrice a monte e rinvio fissa a valle.

### Sostegni di linea
La fune scorre sollevata di vari metri da terra ed è guidata da una serie di sostegni di linea intermedi, colonne in lamiera metallica scatolata o tralicciata, che in sommità portano una traversa di supporto delle rulliere di linea rispetto alle quali la fune può scorrere sopra (sostegno di appoggio), sotto (sostegno di ritenuta) o in mezzo (sostegno doppio effetto), composte da rulli abbinati in vario modo a seconda dei carichi esercitati dalla fune, montati su perni e liberi di ruotare attorno ad essi.
La corretta posizione della fune sui sostegni di linea è sorvegliata da un apposito circuito di sicurezza, alimentato in bassa tensione da batterie situate presso la stazione motrice, che transita di palo in palo sino alla stazione di rinvio e poi ritorna alla stazione motrice.

### Veicoli (seggiole)
Sulla fune sono ammorsate le seggiole, che sono da 1 a 8 posti, a seconda del sistema dell'impianto: ammorsamento fisso e ammorsamento automatico.

### Ammorsamento fisso e ammorsamento automatico
L'ammorsamento fisso (seggiovie a collegamento permanente) è il sistema più storico, derivato direttamente dalla teleferica: le seggiole sono permanentemente collegate alla fune e viaggiano pertanto a velocità costante. La salita con gli sci ai piedi è spesso agevolata all'entrata con un tappeto di imbarco. Primo esemplare italiano fu la seggiovia Passo Fedaia - Pian dei Fiacconi sulla Marmolada, nel 1946.
Un secondo sistema è quello dell'ammorsamento automatico (seggiovie a collegamento temporaneo), anch'esso con origini storiche. La prima morsa apribile fu brevettata in Italia dal prof. Carlevaro e utilizzata nel 1949 sulla cabinovia Alagna-Belvedere, ottenendo così maggiore velocità di esercizio. All'ingresso in stazione la morsa si apre e la seggiola procede all'interno della stazione a velocità ridotta, agevolando l'imbarco; in seguito la morsa si chiude sulla fune, accelerando la seggiola che percorre tutta la linea ad elevata velocità. Analogo processo si ha nella stazione d'arrivo e nelle eventuali stazioni intermedie.
Tali seggiovie sono inoltre spesso dotate di maggiore comfort, grazie a sedili morbidi e riscaldati, carenatura di protezione in caso di vento o nevicate e tappeto di imbarco all'entrata per agevolare la salita con gli sci.
Le seggiovie si indicano secondo una simbologia internazionale con il numero di posti per veicolo seguito dalle lettere CLF (Chair Lift Fixed) per le seggiovie a morsa fissa e CLD (Chair Lift Detachable) per quelle a morsa apribile.
Le seggiovie possono essere utilizzate da pedoni e sciatori con differenti modalità di esercizio (velocità diversa tra l'estate e l'inverno); la normativa italiana prevede che gli ingressi e le uscite per pedoni e sciatori siano differenti e che pedoni e sciatori non possano occupare la stessa seggiola.

### Limiti di velocità
Limiti massimi di velocità in vigore in Italia, espressi in metri al secondo, per le seggiovie:

#### Seggiovie ad ammorsamento fisso per trasporto di sciatori
- 1 posto o 2 posti con tappeto d'imbarco: 2,8 m/s; senza tappeto d'imbarco: 2,5 m/s
- 3 posti con tappeto d'imbarco: 2,6 m/s; senza tappeto d'imbarco: 2,3 m/s
- 4 posti con tappeto d'imbarco: 2,5 m/s; senza tappeto d'imbarco: 2,2 m/s
- 6 posti con tappeto d'imbarco: 2,2 m/s; senza tappeto d'imbarco: 2,0 m/s

Si consideri che l'intervallo tra i veicoli non può essere inferiore ai 6 secondi.

#### Seggiovie ad ammorsamento fisso per trasporto pedoni
- massimo di 2 posti: 1,5 m/s
- con più di 2 posti: 1,0 m/s

Quando nelle seggiovie con più di 2 posti sono utilizzati solo i 2 posti esterni, la velocità può essere elevata a 1,5 m/s.
Se la seggiovia è lunga, per evitare che i tempi di percorrenza siano eccessivi, è possibile effettuare trasporto di pedoni alla velocità del trasporto di sciatori, a patto che si rallenti l'impianto ogni volta che si presenta un pedone a una stazione.

#### Seggiovie ad ammorsamento automatico
- In linea: 5,0 m/s
- In stazione imbarco e sbarco pedoni in linea col percorso del veicolo: 1,0 m/s
- In stazione imbarco e sbarco pedoni lateralmente al veicolo : 0,5 m/s
- In stazione solo per imbarco di sciatori: 1,3 m/s
- In stazione solo per sbarco sciatori: 1,5 m/s
- In stazione intermedia solo per sbarco sciatori (caso particolare): 2,0 m/s

## Tipologie di azionamento
Prima degli anni '80 le seggiovie erano generalmente azionate con motori asincroni trifase alimentati in corrente alternata, i quali non consentivano di variare la velocità (tra impianto fermo e la massima velocità di esercizio) e l'avviamento era effettuato con un reostato simile a quello impiegato in ambito ferroviario, finalizzato a cortocircuitare progressivamente le resistenze di avviamento.
Le seggiovie costruite dagli anni '80 in poi impiegano uno o più motori elettrici in corrente continua con azionamento a diodi controllati e ponte convertitore bidirezionale da e verso la rete (si ricorda che la corrente di alimentazione di rete è alternata e trifase).
In genere i motori elettrici principali sono uno per seggiovie ad ammorsamento fisso e più di uno per seggiovie ad ammorsamento automatico.
Dagli anni 2000 in poi si sta assistendo ad un ritorno progressivo agli azionamenti in corrente alternata e all'impiego dei motori asincroni trifase, con regolazione di velocità attuata tramite inverter a variazione di frequenza, con evidenti vantaggi e risparmio di costi di esercizio e manutenzione rispetto ad un azionamento in corrente continua.